# Eberhard von Sax

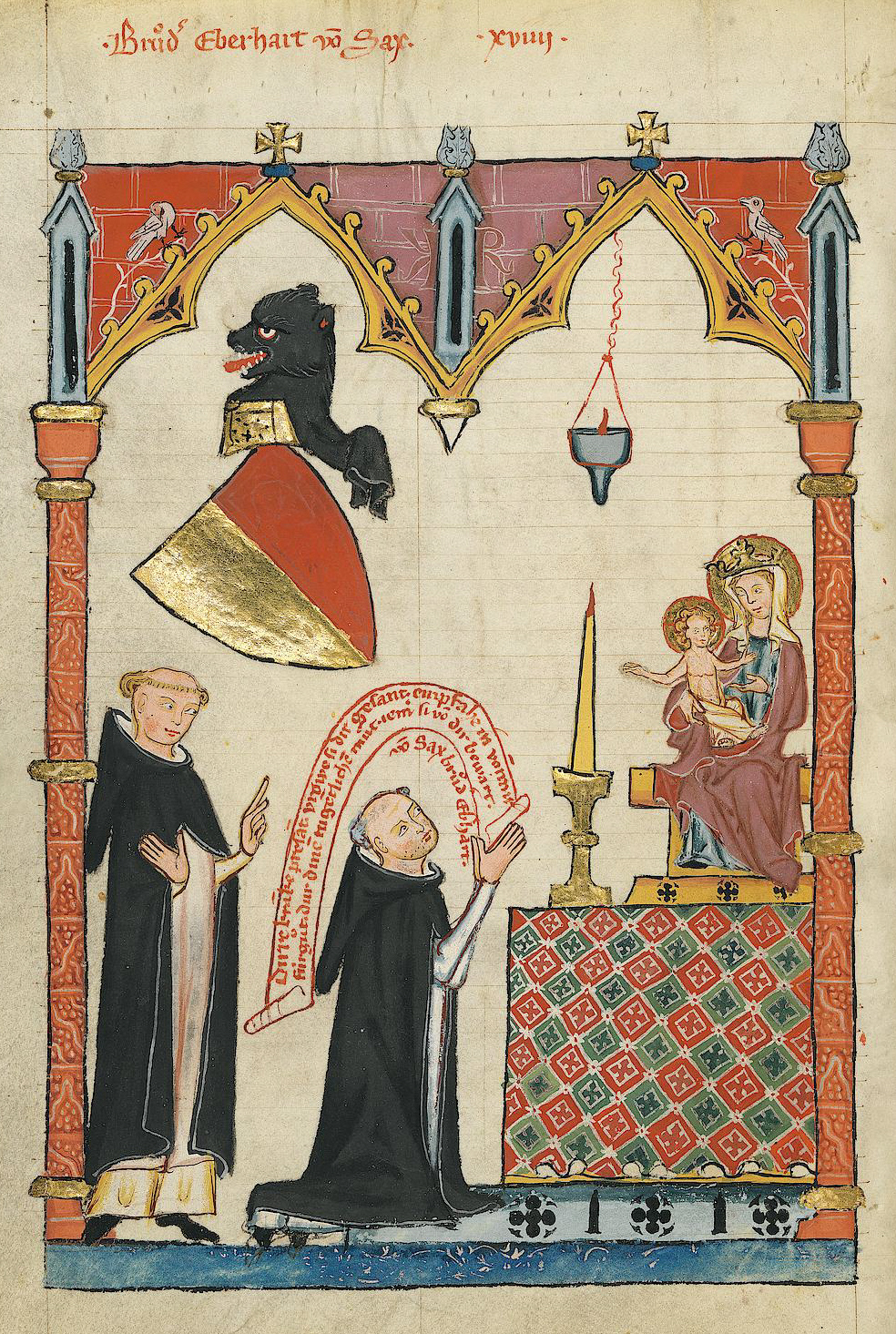
Eberhard von Sax (kniend) (Codex Manesse, fol. 48v)

Eberhard von Sax (1309 belegt) aus dem freiherrlichen Geschlecht von Sax war wie sein Onkel Heinrich von Sax ein Schweizer Minnesänger. Im Codex Manesse (49rv) sind ein vollständig erhaltenes Marienlob und ein bruchstückhaft überliefertes Lob auf Christus enthalten.

## Leben
Eberhard war Sohn des Heinrich Ulrich III. Er war Dominikaner im Predigerkloster Zürich und wird von Rudolf Sillib und Ewald Jammers mit einem 1296 in Konstanz belegten Eberhart pictor identifiziert. Sillib argumentiert mit der dominikanischen Tradition des Adventsbildes, das hier in ein literarisches Dedikationsbild umgeformt ist. Die beschriebene Schriftrolle in der Miniatur ist ein typisches Element eines Dedikations- oder Devotionsbildes. Eberhard von Sax widmet sein Marienlob der thronenden Gottesmutter. Er wird von Sillib und Jammers mit dem ersten Nachtragsmaler des Codex Manesse identifiziert, während Brinker diesen Schluss nicht als gesichert ansieht.
Das Marienlob steht in der Tradition Konrads von Würzburg. Bereits in der ersten Strophe wird sein Motiv des Goldschmiedes aufgegriffen. Inhaltlich werden vor allem bildliche Marienattribute und Unfähigkeitsbeteurungen des lyrischen Ichs zum Lob der Gottesmutter genutzt. Im letzten Abschnitt folgt eine Fürbitte. Eine Interpretation und moderne Übersetzung bietet Claudia Brinker.

## Ausgaben
- Friedrich Heinrich von der Hagen (Hrsg.): Minnesinger. Deutsche Liederdichter des zwölften, dreizehnten und vierzehnten Jahrhunderts […], Bd. I, Leipzig 1838, S. 68–71 Google Books
- Karl Bartsch (Hrsg.): Die Schweizer Minnesänger (Bibliothek älterer Schriftwerke der deutschen Schweiz, 6), Frauenfeld 1886, Nr. 28, S. 198–200 Internet Archive
- Thomas Cramer (Hrsg.): Die kleineren Liederdichter des 14. und 15. Jahrhunderts I, München 1977, S. 188–194, 451